# مرتضى أسدي
مرتضى أسدي (بالفارسية: مرتضی اسدی) هو لاعب كرة قدم إيراني في مركز الدفاع، ولد في 24 فبراير 1979 في طهران في إيران. شارك مع منتخب إيران لكرة القدم. أما مع النوادي، فقد لعب مع نادي تراكتور سازي ونادي صبا قم ونادي غسترش فولاد.

## وصلات خارجية
- مرتضى أسدي على موقع قاعدة بيانات كرة القدم.إي يو (الإنجليزية)
- مرتضى أسدي على موقع ناشيونال فوتبول تيمز (الإنجليزية)
- مرتضى أسدي على موقع Soccerway.com (الإنجليزية)